# Carpinone
Carpinone – miejscowość i gmina we Włoszech, w regionie Molise, w prowincji Isernia.
Według danych na rok 2004 gminę zamieszkiwały 1254 osoby, 39,2 os./km².
Carpinone jest miastem partnerskim Pyrzyc.